# Kamień (powiat kaliski)
Kamień – wieś w Polsce, położona w województwie wielkopolskim, w powiecie kaliskim, w gminie Ceków-Kolonia, przy drodze Kalisz–Koło.
Kamień liczy około 1000 mieszkańców i znajduje się w nim 7 bloków mieszkalnych. Jest tu także szkoła podstawowa, której 11 września 2021 r. nadano imię Mieczysława Jałowieckiego. Ponadto w Kamieniu znajduje się oczyszczalnia ścieków, gromadząca odpady z okolicznych miejscowości, m.in. z Kalisza i Cekowa. Są tu trzy sklepy (każdy w innym końcu wsi), restauracja-motel, pub, kościół pw. św. Mikołaja oraz drużyna piłkarska KS Kamień.

## Integralne części wsi
| SIMC    | Nazwa          | Rodzaj    |
| ------- | -------------- | --------- |
| 0195280 | Bystrek        | część wsi |
| 0195297 | Cierpiatka     | część wsi |
| 0195305 | Kamień-Kolonia | część wsi |
| 0195311 | Magdalenów     | część wsi |
| 0195328 | Orzeł          | część wsi |

## Historia
W 1271 odbył się w Kamieniu synod archidiecezji gnieźnieńskiej w czasie zjazdu książąt polskich.
Znajdowała się tutaj cegielnia, która produkowała cegłę i dachówkę, gorzelnia, mleczarnia, browar, destylarnia, fabryka wódek i likierów oraz prowadzona na wielką skalę fabryka octu, następnie zostały one z rozporządzenia rządu zamknięte. Szkoła została założona przez ówczesnego właściciela Juliana Seweryna Teofila Czartkowskiego.
Był tutaj kościół parafialny, zajęty w XVI w. przez protestantów, który spłonął w 1816. Na jego miejsce w 1848 Czartkowski wystawił kaplicę mszalną z grobowcami familijnymi, w której spoczywały zwłoki Magdaleny z Umińskich Czartkowskiej, córki generała wojsk polskich Jana Nepomucena Umińskiego. Na początku lat 90. XX wieku zburzono kaplicę, a w jej miejsce pobudowano nowy kościół (obecnie filialny, należy do parafii Zwiastowania Pańskiego w Dębem).
W 1656 w lasach kamieńskich miała miejsce potyczka między Szwedami a Polakami, po której pozostały w lesie ślady okopów. Podanie mówi, że w tutejszych bagnach Szwedzi zatopili skarby, rozpoczęto nawet poszukiwania tych skarbów, ale bezskutecznie. Po osuszeniu bagien, założono w ich miejsce żyzne łąki. Lasy tutejsze są bardzo dobrze utrzymane. W XV, XVI i XVII wieku Kamień należał do Zarembów. W 1912 w Kamieniu założono Ochotniczą Straż Pożarną.
W latach 1954–1972 wieś była siedzibą władz gromady Kamień. W latach 1975–1998 wieś administracyjnie należała do województwa kaliskiego.
Przed 1939 w Kamieniu znajdował się majątek, który według Słownika geograficznego Królestwa Polskiego obejmował oprócz gruntów ornych ponad 1000 hektarów lasów. W latach 1930. majątkiem zarządzał Mieczysław Jałowiecki – agronom, dyplomata, w latach 1919–1920 Delegat Rządu Polskiego w Gdańsku.

## Dwór
Dwór wybudowany przez rodzinę Gembartów pod koniec XVIII w. W XIX w. dobudowano aneksy (skrzydła) boczne. W 1912 był własnością M. Ramockiej i M. Łaszczyńskiej. W. Ramocki hodował konie angielskie półkrwi. Parterowy dwór z piętrowym korpusem, krytym dachem czterospadowym. Od frontu ganek (portyk) z czterema kolumnami doryckimi zwieńczony balkonem z metalową balustradą.
W 1926 w Kamieniu urodził się Zenon Prętczyński, architekt.